# Alphonse Lequeutre
Alphonse Adelson Hippolyte Lequeutreb (París, 9 de maig de 1829 - París, 1891) fou un pirineista francès.
Era un alt funcionari al Ministeri de la Marina i de les Colònies quan, a causa d'una salut molt fràgil, el 1869 descobreix els Pirineus durant una estada als banys de Varètja. Malgrat tot, inicia des d'allà una afició per la muntanya de gran interès.
L'any 1864, puja el pic de la Munia (3.133 m) per la cresta, des del coll de la Sède, amb el guia Henri Paget, dit Capella.
Fa excursions amb Henry Russell i Charles Packe. S'adhereix a la Societé Ramond. A París, participa en la creació del Club Alpí Francès i forma part del seu comitè de direcció.
El 1869, s'adjudica la primera del pic de Gerbats amb Capella i a continuació el pic d'Allanz, per un itinerari inèdit. En 1870, fa sol el Maucapéra.
El 1875, del 26 al 30 d'agost, fa un periple amb Franz Schrader i els guies Henri Passet i Pierre Pujo al voltant del Mont Perdut. Visita primer el Canyó de Mascun, a l'Alt Aragó. Aquest mateix any, publica la seva Guia de Barèges i l'any següent, la Guia de Sant-Salvador i de Gavarnie. Col·labora igualment a la redacció de les guies Joanne.
Un avantcim del Comaloforno, al Massís del Besiberri (Alta Ribagorça) porta el seu nom: Punta de Lequeutre (2.966 m).